# 7,62 × 45 mm SP-16

Kinematik der Gassiegelpatrone

Die  7,62 × 45 mm SP-16 ist eine lautlose russische Patrone für den verdeckten Einsatz. Sie wurde von ZNIITotschMasch aus der 7,62 × 42 mm SP-4 weiterentwickelt und stellt eine stärkere Variante dieser dar. Das Geschoss besteht nunmehr aus Stahl und hat eine meißelförmige Spitze. Zusammen mit der stärkeren Ladung, die die V0 auf etwa 300 m/s anhebt, soll dies das Durchschlagen von Schutzwesten ermöglichen.
Die Funktionsweise entspricht der des Vorgängers 7,62 × 42 mm SP-4. In der Hülse befindet sich ein mit einem Stößel versehener Kolben, der bei der Zündung der Treibladung auf den Projektilboden aufschlägt, dieses beschleunigt und aus dem Lauf treibt. Der Kolbenboden versiegelt die Hülse gasdicht, so dass die Pulvergase in der Hülse eingeschlossen werden und nicht austreten können. Dadurch ist der Schuss praktisch lautlos. Die bisher einzige (bekannte) Waffe für diese Patrone ist die aus der PSS entwickelte PSS-2.